# Estnischer Freiheitskrieg

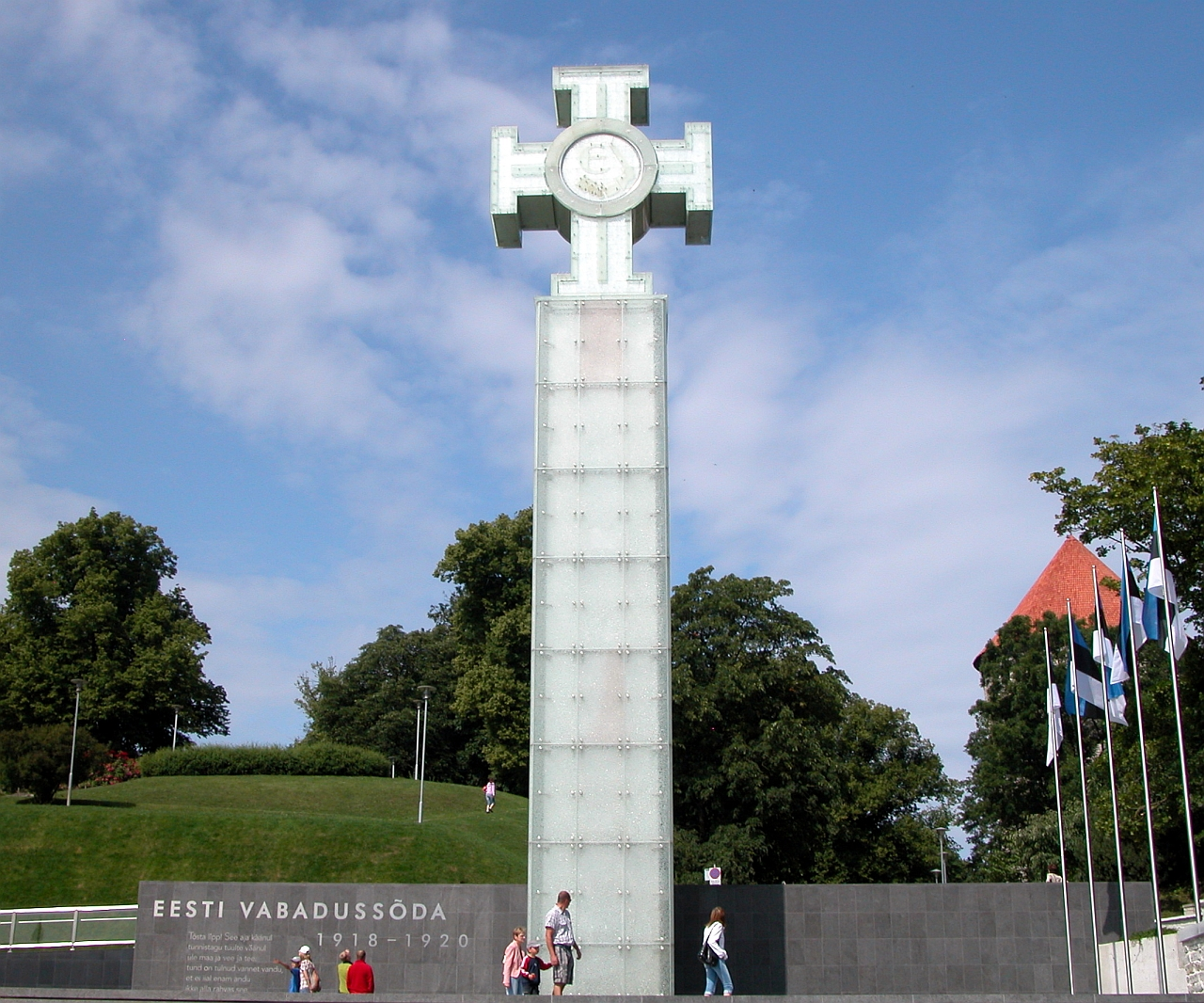
Denkmal für den Estnischen Freiheitskrieg in Tallinn

Als Estnischen Freiheitskrieg (auch Estnischer Selbständigkeitskrieg oder Estnischer Unabhängigkeitskrieg; estnisch Vabadussõda) bezeichnet man den Kampf der Republik Estland für ihre staatliche Unabhängigkeit gegen Sowjetrussland und die unter deutschem Kommando stehende Baltische Landeswehr von 1918 bis 1920.

## Ausgangslage
Nach dem Frieden von Nystad 1721 gehörten Estland und Livland zu Russland. Bis 1918 blieben die Gebiete Teil des russischen Reichs.

## Estnische Unabhängigkeit

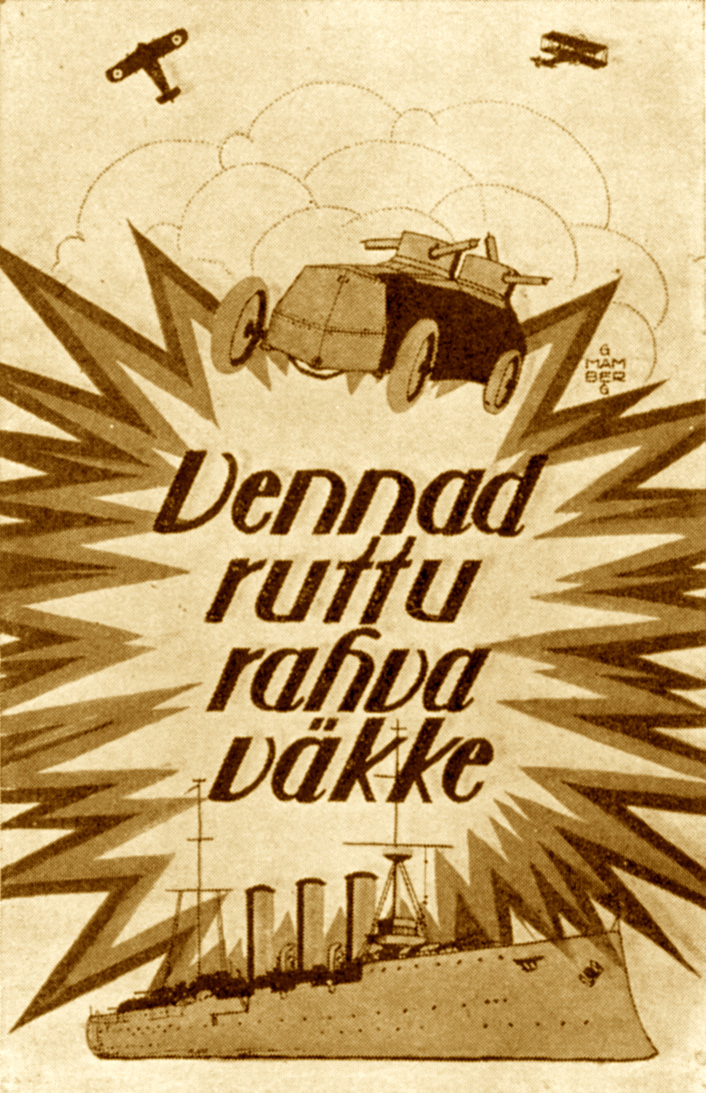
„Brüder, schnell zu den Volkstruppen“ – Mobilisierungsplakat für die estnischen Streitkräfte (1918)

Mit der zunehmenden Auflösung des Russischen Reiches im Zuge der Februarrevolution 1917 und des Ersten Weltkriegs sowie der Oktoberrevolution der Bolschewiki erklärte sich am 28. November 1917 der im Frühjahr desselben Jahres gewählte estnische Landtag (Maapäev) zur höchsten Instanz des Landes. Nur eine konstituierende Versammlung Estlands könne über die Zukunft Estlands entscheiden, so der Maapäev.
Kurz danach lösten allerdings die Bolschewiki den Landtag auf. In geheimen Gesprächen führender estnischer Politiker (mit Ausnahme der Kommunisten) kam man im Januar 1918 jedoch überein, weiter auf die Ausrufung der estnischen Selbständigkeit hinzuarbeiten.
Am 18. Februar 1918 leitete die kaiserliche deutsche Armee nach dem Scheitern der Friedensverhandlungen von Brest-Litowsk eine neue Großoffensive gegen Russland ein, die sogenannte Operation Faustschlag. Bereits einen Tag später, am 19. Februar 1918, setzte der Ältestenrat des Landtags das aus Konstantin Konik, Konstantin Päts und Jüri Vilms bestehende „Rettungskomitee Estlands“ ein. Zwei Tage später wurde das zuvor von einer Kommission erstellte Manifest an alle Völker Estlands verabschiedet, das die Grundlage für die Unabhängigkeit bilden sollte.
Als sich die russischen Truppen vor der heranrückenden deutschen Armee zurückgezogen hatten, wollte das Rettungskomitee das bestehende Machtvakuum nutzen und in Haapsalu die selbstständige Republik Estland ausrufen, musste wegen der vorrückenden deutschen Truppen aber nach Pärnu ausweichen, wo das Manifest am 23. Februar zum ersten Mal vorgelesen wurde. Am 24. Februar 1918 erfolgte die Bildung einer Provisorischen Regierung Estlands mit Konstantin Päts als Vorsitzenden des Ministerrats und die (erneute) Ausrufung der selbstständigen Republik Estland in Tallinn. Bereits einen Tag später marschierten deutsche Truppen in Tallinn ein und übernahmen de facto die Macht im Land.
Deutschland lehnte eine estnische Selbstständigkeit und einen unabhängigen estnischen Staat strikt ab. Die Mitglieder der estnischen Regierung konnten ihre Tätigkeit daher nur verdeckt weiterführen. Konstantin Päts wurde von den deutschen Truppen interniert, sein Stellvertreter Jüri Vilms unter bis heute nicht ganz geklärten Umständen in Helsinki hingerichtet.
Die Besetzung Estlands durch deutsche Truppen endete erst im November 1918 mit der endgültigen Niederlage Deutschlands im Ersten Weltkrieg. Unmittelbar danach übernahm am 12. November 1918 die Provisorische Regierung Estlands die Staatsgewalt. Deutsche Truppen blieben aufgrund § 12 des Waffenstillstands von Compiegne auch nach der Kapitulation im Land.

## Kriegsbeginn

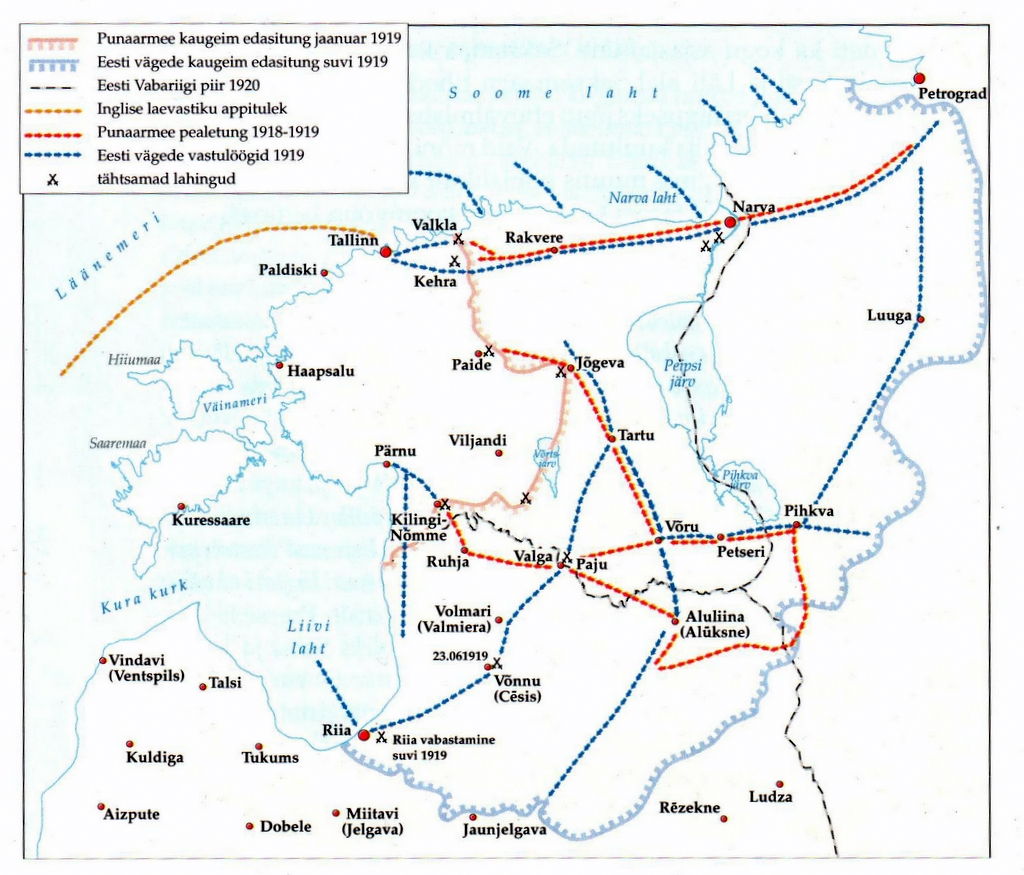
Wichtigste Truppenbewegungen im Estnischen Freiheitskrieg

Am 13. November 1918 annullierte Sowjetrussland den Frieden von Brest-Litowsk im Einklang mit den Bestimmungen des Waffenstillstands von Compiègne, und die Rote Armee begann mit einer militärischen Offensive zur Eroberung des Baltikums. Mit dem großen Angriff russischer Truppen auf die ostestnische Stadt Narva am 22. und erneut am 28. November 1918 begann der Estnische Freiheitskrieg. Die Bolschewiki waren dabei am 22. noch deutschen Truppenteilen unterlegen, stießen nach deren Abzug aber am 28. November nur noch auf schwache estnische Einheiten. Am 29. November fielen Narva und Narva-Jõesuu in die Hände der Roten Armee. Diese rückte unmittelbar weiter nach Westen vor. Anfang Januar 1919 stand die Rote Armee noch ca. 34 km von Tallinn entfernt.
In den von der Roten Armee zurückeroberten Gebieten riefen die Bolschewiki die Sowjetmacht aus. Bereits am 29. November 1918 bildete der estnische Kommunist Jaan Anvelt in Narva die Regierung der Arbeiterkommune Estlands (Eesti Töörahva Kommuun). Mit Zwangskollektivierungen, sowjetrussischen Gewaltakten und der Ablehnung der Idee der nationalen Selbständigkeit Estlands wuchsen in der estnischen Bevölkerung die Widerstände gegen die Bolschewiki.
In Südestland (und Lettland) verhinderten deutsche Truppen zunächst die Aufstellung estnischer und lettischer Verbände. Die Städte Võru, Valga und Tartu wurden daher kampflos durch sowjetrussische Einheiten besetzt. Erst im Januar 1919 nahmen deutsche Einheiten unter dem General Rüdiger von der Goltz den Kampf gegen die Rote Armee vor allem in Lettland auf.
Die kommunistische Herrschaft um die Jahreswende 1918/19 war von Racheakten und Massakern in Rakvere und Tartu geprägt. Ihnen fielen im Januar 1919 unter anderem der russisch-orthodoxe Bischof von Tallinn, Platon, und die lutherischen Pastoren Walther Paucker, Traugott Hahn und Moritz Wilhelm Paul Schwartz zum Opfer.

## Estnische Gegenoffensive

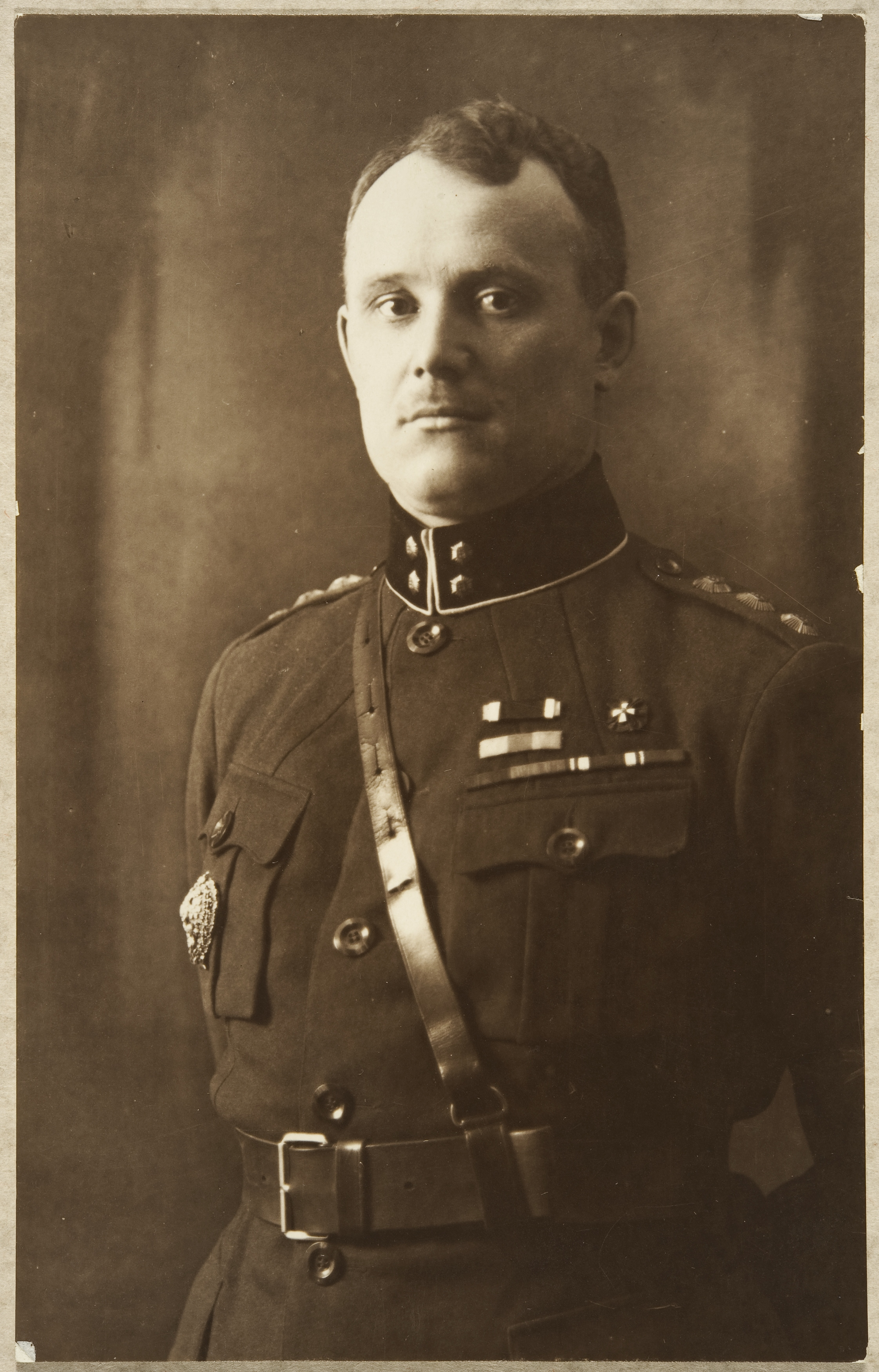
Johan Laidoner

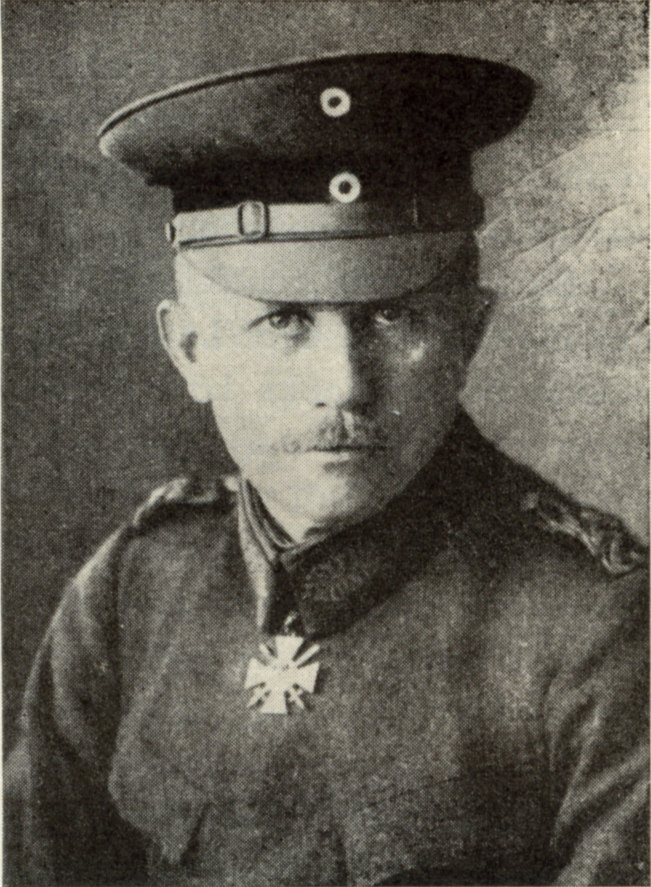
Rüdiger von der Goltz

Am 6. Januar 1919 begannen estnische Truppen mit einer Gegenoffensive gegen die Rote Armee. Bis zum 1. Februar eroberten sie die durch die Rote Armee besetzten estnischen Gebiete zurück. Johan Laidoner wurde zum Oberbefehlshaber der estnischen Truppen ernannt. Er ließ Zwangsrekrutierungen durchführen und requirierte zahlreiche Güter zur Kriegsführung.
Ab Dezember 1918 wurde das estnische Militär durch ein Geschwader der britischen Kriegsflotte unterstützt, die in den russischen Bürgerkrieg gegen die Bolschewiki eingreifen sollte. Auch viele skandinavische Kriegsfreiwillige besonders aus Finnland meldeten sich zum Kampfeinsatz auf estnischer Seite. Ein aus ansässigen Deutsch-Balten bestehendes Baltenregiment war an der Narva-Front eingesetzt.
Bis zum Frühjahr 1919 kam es zu einer Vielzahl von Gefechten in Livland und am Peipussee. Im Mai 1919 erfolgte der Durchbruch auf estnischer Seite, als estnische Truppen mit dem verbündeten Nordkorps der russischen Weißen Garde die Rote Armee in Richtung Petrograd vertreiben konnte. Die Bolschewiki zogen sich an den Fluss Welikaja zurück.

## Landeswehr
Gleichzeitig operierte im Baltikum die aus deutschen und deutschbaltischen Freiwilligen bestehende Landeswehr. Sie setzte sich im Verbund mit einigen lettischen und russischen Einheiten für eine Wiederherstellung des kaiserlichen Russland und ein Bündnis mit Deutschland ein.
Nachdem Lettland am 18. November 1918 unter deutscher Besetzung seine staatliche Unabhängigkeit erklärt hatte, begann der Lettische Unabhängigkeitskrieg mit einem Sturz der pro-britischen lettischen Regierung unter Kārlis Ulmanis durch Einheiten der Landeswehr. Im Mai 1919 wurde stattdessen eine deutschfreundliche Marionettenregierung unter Andrievs Niedra eingesetzt. Diese verlangte nach der Rückeroberung von Riga den Abzug der estnischen Truppen aus Nord-Lettland.
Vom 19. bis 23. Juni 1919 kam es bei Cēsis (deutsch Wenden, estnisch Võnnu) zu schweren Kämpfen zwischen der Landeswehr einerseits sowie lettischen und estnischen Truppen andererseits. Letztere gingen siegreich aus der Schlacht hervor und warfen die Landeswehr bis fast nach Riga zurück. Am 3. Juli 1919 musste die Landeswehr einen Waffenstillstand in Strasdenhof bei Riga schließen. Der 23. Juni ist heute in Erinnerung an die Schlacht von Cēsis als Siegestag staatlicher estnischer Feiertag.
Von Juli bis Oktober 1919 herrschte an der Front des Estnischen Freiheitskriegs relative Ruhe. Estnischen Truppen war es gelungen, Estland frei von fremder Besetzung zu halten. Gemeinsam mit der Nordwestarmee der Weißen Garde kämpfte Estland allerdings auf dem Territorium Russlands weiter.

## Eingreifen der Entente-Mächte
Auch Großbritannien und Frankreich begannen sich immer mehr im Baltikum militärisch zu engagieren. Die Entente-Mächte sahen hier eine Möglichkeit, den Bolschewismus in Russland zu stürzen.
Vordergründig unterstützte Estland die Pläne der Entente zum Sturz der Bolschewiki, fürchtete aber gleichzeitig, ein Sieg der Weißen im russischen Bürgerkrieg könnte erneut das Ende der estnischen Selbständigkeit bedeuten.
Bereits im September 1919 hatte Sowjetrussland die Aussichten auf einen Frieden mit den baltischen Staaten sondiert. Diese sahen sich jedoch noch gezwungen, mit Rücksicht auf die Entente-Mächte das Angebot abzulehnen, solange in Russland die Bolschewiki an der Macht waren.
Am 28. September 1919 begannen britische und französische Marineeinheiten gemeinsam mit der russischen Nordwestarmee der Weißen und der estnischen Marine Seeoperationen, die eine Eroberung Petrograds zum Ziel hatten. Eine Gegenoffensive der Bolschewiki brachte den Vorstoß jedoch zum Erliegen. Mitte November 1919 konnte die Rote Armee erneut bis vor Narva vorrücken. Vor der Stadt gelang es jedoch, den Vormarsch der Bolschewiki zu stoppen.
Am 31. Dezember 1919 stellte die weitgehend ausgezehrte Rote Armee ihre Offensive gegen Estland endgültig ein. Am 3. Januar 1920 trat zwischen Sowjetrussland und Estland ein Waffenstillstand in Kraft.

## Frieden von Tartu
Am 2. Februar 1920 unterzeichneten Estland und Sowjetrussland den Friedensvertrag von Tartu. Adolf Joffe leitete die Verhandlungsdelegation auf sowjetrussischer Seite, Jaan Poska auf estnischer. Am 30. März 1920 trat mit dem in Moskau erfolgten Austausch der Ratifikationsurkunden der Friedensvertrag in Kraft.
Mit dem Frieden von Tartu erkannte Sowjetrussland de jure Estland als selbständigen Staat an. Sowjetrussland erklärte, für immer auf alle Rechte zu verzichten, die es auf Estland jemals gehabt hatte. Der Grenzverlauf war für Estland günstig: es erhielt strategisch wichtige Gebiete am Ostufer des Narva-Flusses und das Gebiet um die Stadt Petschory (deutsch Petschur, estnisch Petseri).
Alle Esten, die in Russland lebten, durften nach Estland ausreisen. Die sowjetrussische Regierung verpflichtete sich, alle estnischen kommunistischen Truppen aufzulösen. Estland wurde von der Tilgung für die Schulden der zaristischen Regierung befreit. Ein Teil des russischen Goldbestands wurde Estland ausgezahlt. Außerdem sollten alle während des Ersten Weltkriegs aus Estland nach Russland verbrachten Kunst- und Kulturgüter an Estland zurückgegeben werden.

## Opferzahlen
Im Estnischen Freiheitskrieg kamen auf estnischer Seite etwa 5.000 Menschen ums Leben. Circa 15.000 wurden verwundet, 667 gerieten in Gefangenschaft. Die Opferzahlen auf sowjetrussischer Seite sind unbekannt. Zahlreiche Denkmäler erinnern heute in Estland an die Gefallenen des Krieges.